# Uusimaa
Uusimaa, Nyland (odpowiednio fiń. i szw. Nowy Kraj) – region w Finlandii o powierzchni 9 097 km²  oraz liczbie ludności wynoszącej 1 517 542 osób. Gęstość zaludnienia to 167 osoby/km² (dane z 2009 roku). W Uusimaa położone są Helsinki, największe miasto i stolica administracyjna Finlandii.

## Podział administracyjny
| Podregion Helsinki: - Espoo (Esbo) - Helsinki (Helsingfors) - Hyvinkää (Hyvinge) - Järvenpää (Träskända) - Karkkila (Högfors) - Kauniainen (Grankulla) - Kerava (Kervo) - Kirkkonummi (Kyrkslätt) - Lohja (Lojo) - Mäntsälä - Nurmijärvi - Pornainen (Borgnäs) - Sipoo (Sibbo) - Siuntio (Sjundeå) - Tuusula (Tusby) - Vantaa (Vanda) - Vihti (Vichtis) Podregion Loviisa - Lapinjärvi - Loviisa Podregion Porvoo - Askola - Myrskylä (Mörskom) - Porvoo (Borgå) - Pukkila Podregion Raseborg: - Hanko (Hangö) - Ingå (Inkoo) - Raseborg (Raasepori) |

## Historia

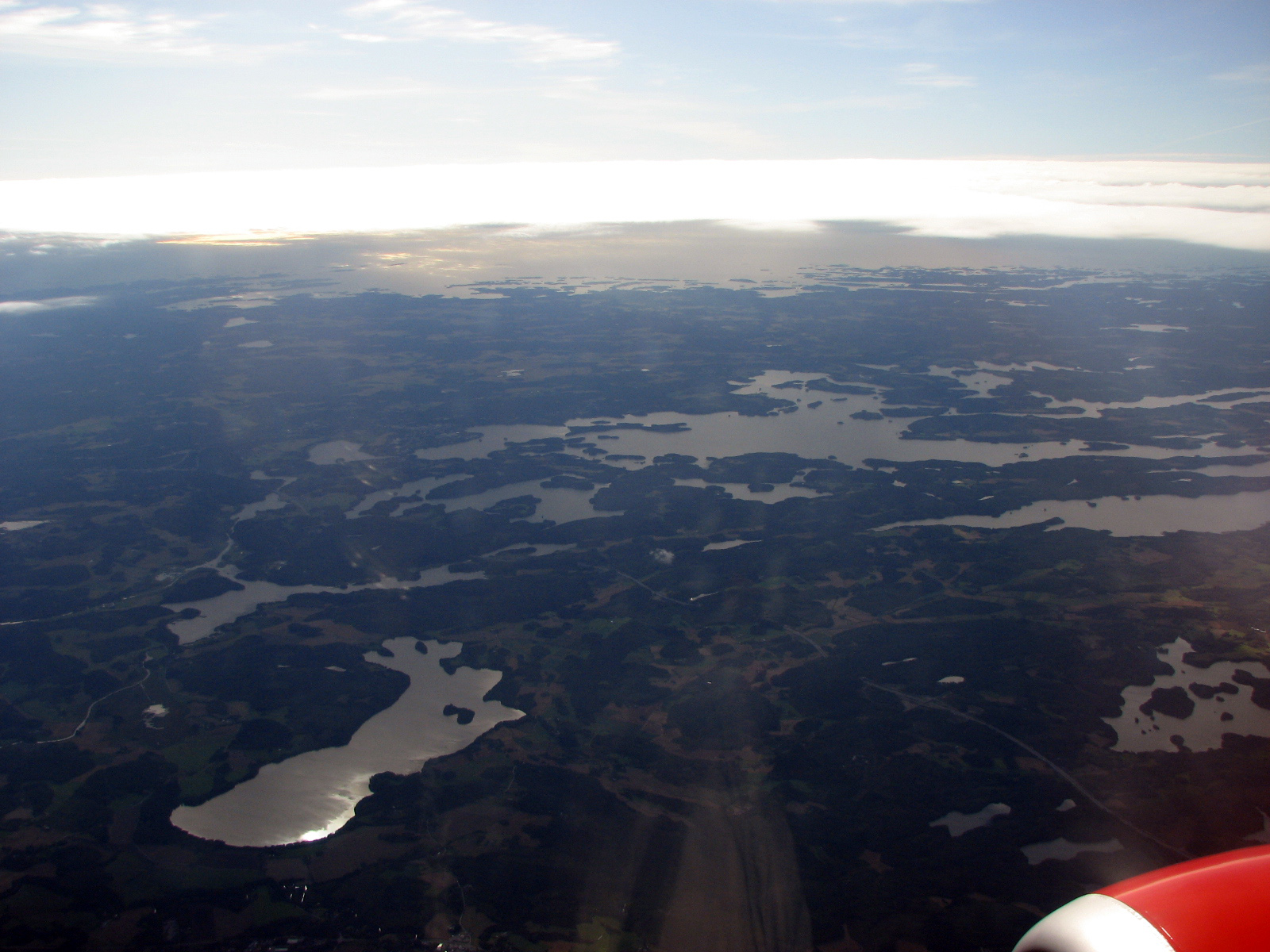
Widok na Uusimaa z lotu ptaka

Uusimaa, wraz z resztą południowej i zachodniej Finlandii, była częścią Królestwa Szwecji od 1249 do 1809 roku. Część brzegowa została skolonizowana przez Szwedów, a mieszkająca tam ludność fińska została zasymilowana lub wyemigrowała na północ, prowadząc do zagospodarowania słabo zaludnionej środkowej części kraju i północnej części regionu. Po wojnie o Finlandię w 1809 roku, prowincje fińskie zostały oddane Rosji.
W 2011 r. do regionu włączono obszar zniesionego regionu Itä-Uusimaa.